# Bonnöverenskommelsen
Bonnöverenskommelsen är ett dokument, från den 2 juli 1931, som fastslog kyrkogemenskap mellan Anglikanska kyrkogemenskapen och Gammalkatolska kyrkogemenskapen. Överenskommelsen bär namn efter staden Bonn i Tyskland, där förhandlingarna hölls.

### Fotnoter
1. ↑  ”The Bonn Agreement of 1931” (på engelska). Willibrordsällskapet. 14 mars 1931. Arkiverad från originalet den 22 augusti 2018. https://web.archive.org/web/20180822113746/http://www.willibrord.org/bonn_en.html. Läst 20 oktober 2017.